# Ветхое Село
Ветхое Село — деревня в Алёховщинском сельском поселении Лодейнопольского района Ленинградской области.

## История
В конце XIX — начале XX века деревня административно относилась к Красноборской волости 2-го стана 2-го земского участка Тихвинского уезда Новгородской губернии.

ВЕТХОЕ СЕЛО — деревня Ветхосельского сельского общества, число дворов — 42, число домов — 45, число жителей: 91 м. п., 106 ж. п.; 

Занятие жителей — земледелие. Ручей безымянный. Часовня . (1910 год)

С 1917 по 1918 год деревня входила в состав Красноборской волости Тихвинского уезда Новгородской губернии.
С 1918 года в составе Череповецкой губернии.
С 1927 года в составе Ветхосельского сельсовета Оятского района. В 1927 году население деревни составляло 307 человек.
С 1928 года в составе Тервеничского сельсовета.
Согласно карте Ленинградской области Северо-западного аэрогеодезического треста ГГУ издания 1932 года деревня насчитывала 29 крестьянских дворов.
По данным 1933 года деревня Ветхое Село входила в состав Тервинского сельсовета Оятского района.

Деревня Ветхое Село на карте РККА 1940 года

С 1955 года в составе Лодейнопольского района.
В 1958 году население деревни составляло 144 человека.
По данным 1966, 1973 и 1990 годов деревня Ветхое Село также входила в состав Тервенического сельсовета.
В 1997 году в деревне Ветхое Село Тервенической волости проживали 33 человека, в 2002 году — 30 человек (все русские).
В 2007 году в деревне Ветхое Село Алёховщинского СП проживали 25 человек, в 2010 году — 22, в 2014 году — также 22 человека.

## География
Деревня расположена в юго-восточной части района на автодороге 41К-019 (Явшиницы — Хмелезеро).
Расстояние до административного центра поселения — 19 км.
Расстояние до ближайшей железнодорожной станции Лодейное Поле — 71 км.
К югу от деревни находится Лакинское озеро и Ветхосельское озеро, из которого вытекает ручей Вадога, приток реки Ащина.

## Демография
| 1910 | 1927 | 1958 | 1997 | 2007 | 2010 | 2014 |
| ---- | ---- | ---- | ---- | ---- | ---- | ---- |
| 197  | ↗307 | ↘144 | ↘33  | ↘25  | ↘22  | →22  |
| 2015 | 2016 | 2017 |      |      |      |      |
| ↗24  | ↘20  | →20  |      |      |      |      |

Национальный состав
Согласно данным Всероссийской переписи населения 2021 года в деревне проживали 15 человек, из них русские — 13, таджики — 2 человека.

## Инфраструктура
На 1 января 2014 года в деревне было зарегистрировано: хозяйств — 12, частных жилых домов — 43
На 1 января 2015 года в деревне зарегистрировано: хозяйств — 9, жителей — 24.

## Улицы
Ондров Конец.